# 서영미 (대학 교수)
서영미(1984년 9월 14일 ~)은 대한민국의 대학 교수이다.

## 학력
- 고려대학교 행정전문대학원 정책학과 (졸업)
- 원광대학교 대학원 유아교육학과 (졸업)

## 수상
- 2021 한국지방행정연구원장상
- 2019 제8회 인구의 날 국무총리 표창 (군산시육아종합지원센터)
- 2019 전라북도 대도약 정책 아이디어 공모전 장려상
- 2018 제96회 어린이날 보건복지부장관 표창
- 2018 군산시고용지원센터 시민참여 일자리 창출 아이디어 공모전 최우수상
- 2017 사회서비스 일자리창출 아이디어 공모전 최우수상

## 경력
- 2021.7~ 군산시 지방생활보장위원회 위원
- 2021.3~ 전라북도 인구정책 민관위원회 위원
- 2020.3~ 전라북도교육청 주민참여예산위원회 위원
- 2018.2 군산시 지방보조금심의위원
- 2018.2 군산시 지방재정공시심의위원
- 2018.2 군산시 지방재정투자심사위원
- 2017.5~2019.5 군산시 어린이행복도시 추진위원회 위원
- 2017.3~ 한국열린유아교육학회 이사
- 2017.3~ 군산시육아종합지원센터 센터장
- 2015.5~2017.5 군산시 어린이행복도시 추진위원회 위원
- 2014.3~ 호원대학교 아동복지학과 교수